# Neoplocaederus parallelus
Neoplocaederus parallelus là một loài bọ cánh cứng trong họ Cerambycidae.